# 2008 у футболі
Нижче наведені футбольні події 2008 року у всьому світі.

## Події
- Відбувся тринадцятий чемпіонат Європи, перемогу на якому здобула збірна Іспанії.
- Відбувся двадцять шостий кубок африканських націй, перемогу на якому здобула збірна Єгипту.

## Національні чемпіони
- Англія: Манчестер Юнайтед
- Аргентина
  - Клаусура: Рівер Плейт
  - Апертура: Бока Хуніорс
- Бразилія: Сан-Паулу
- Данія: Ольборг
- Італія: Інтернаціонале
- Іспанія: Реал Мадрид
- Нідерланди: ПСВ
- Німеччина: Баварія (Мюнхен)
- Парагвай: Лібертад
- Португалія: Порту
- Росія: Рубін
- Україна: Шахтар (Донецьк)
- Уругвай: Дефенсор Спортінг
- Франція: Олімпік (Ліон)
- Хорватія: Динамо (Загреб)
- Швеція: Кальмар
- Шотландія: Селтік